# Halitrephes
O Halitrephes maasi, comumente conhecido na internet como água-viva fogo de artifício, é uma espécie de hidrozoário de águas profundas da família Halicreatidae. O relato mais recente desta água-viva foi reportado a uma profundidade de 1200 a 1500 metros, perto do arquipélago Revillagigedo, na Península de Baja California, no México.
Embora haja relativamente pouca informação disponível sobre esta espécie, pesquisas comprovam que Halitrephes maasi pode ser encontrado em diversos ambientes aquáticos. O hidrozoário foi localizado em águas temperadas e tropicais, e foi encontrado no Atlântico, Indo-Pacífico, Antártico, Mediterrâneo, e Pacífico oriental. Esta hidromedusa é tipicamente batipelágica.